# Българо-австрийско училище „Професор Иван Шишманов“
Българо-австрийското училище „Професор Иван Шишманов“ (на немски: Bulgarisch–Österreichische Schule „Prof. Ivan Schischmanov“) е училище на българската общност в град Виена, Австрия. То носи името на завършилия във Виена проф. Иван Шишманов, който е сред основателите на движение „Паневропа“, предвестник на идеите, създали днешния Европейски съюз. Създадено е през 2019 г. От неговото създаване директор на училището е Сълзица Громан.
В училището се обучават деца от I до XII клас и деца в подготвителни групи от 4 до 6-годишна възраст, в предучилищните групи „Любопитко“. Свидетелствата, издавани от него, са легитимни пред българското Министерство на образованието и науката и освобождават учениците от приравнителни изпити в България.